# James L. Jones
James Logan Jones (Kansas City, 19 de diciembre de 1943) Militar estadounidense es un general retirado de cuatro estrellas. Fue Consejero de Seguridad Nacional entre 2009 y 2010.

## Biografía

### Primeros años
Nacido en Kansas City, Misuri, es hijo de un veterano condecorado de la Segunda Guerra Mundial. Después de pasar sus años de formación en Francia, donde atendió la Escuela Americana de París, volvió a los Estados Unidos y se graduó en 1966 por la School of Foreign Service de la Universidad de Georgetown.

### Carrera militar: primeros años

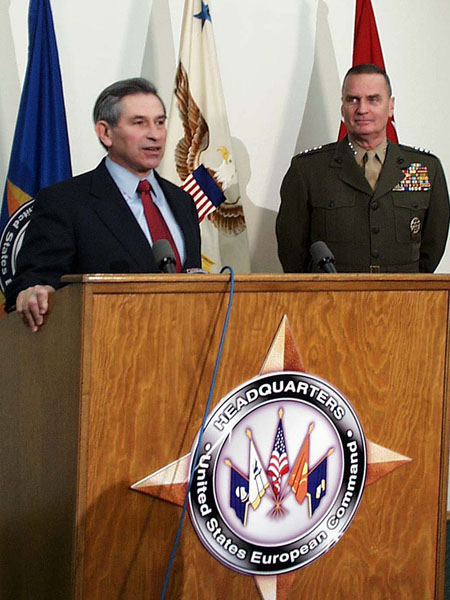
James L. Jones.

En 1967 fue nombrado Segundo Teniente en el Cuerpo de Marines, y tras completar su formación militar en la base de Quantico, Virginia, fue enviado a Vietnam como comandante de compañía en el 2.º Batallón de Infantería de la 3.ª División de Marines. Allí fue ascendido a Primer Teniente en junio de 1968.
Volvió a los Estados Unidos en diciembre de 1968, y fue asignado a la Base de Marines de Camp Pendleton, en California, donde sirvió como comandante de compañía hasta mayo de 1970, cuando fue destinado a la base Marine Barracks, en Washington D. C.. En diciembre de 1970 alcanzó el grado de Capitán. Entre julio de 1973 y junio de 1974, completó su formación en el Amphibious Warfare School de Quantico, en Virginia.
En noviembre de 1974, recibió órdenes de volver a la 3.ª División de Marines en Okinawa, Japón. Entre enero de 1976 y agosto de 1979, sirvió en el Cuartel General del Cuerpo de Marines, en Washington D. C., siendo promovido para Mayor en julio de 1977. Permaneció en Washington D. C. como oficial de enlace entre el Cuerpo de Marines y el Senado de los Estados Unidos (1979-1984), teniendo como primer jefe a John McCain. Alcanzó el grado de teniente coronel en septiembre de 1982.
Tras atender la Universidad Nacional de la Guerra, en 1987 empezó a servir como asesor del comandante del Cuerpo de Marines. Fue nombrado coronel en abril de 1988, y se convirtió en secretario militar del Comandante del Cuerpo de Marines. En 1990 fue asignado a la base Camp Lejeune, en Carolina del Norte, como oficial al mando de la 24.ª Unidad Expedicionaria de Marines, con la que sirvió en la frontera entre Irak y Turquía tras la Guerra del Golfo.
En abril de 1992 se convirtió en Brigadier General, y fue director Adjunto del Comando Europeo de los Estados Unidos, en Stuttgart, Alemania, y participó en operaciones de ayuda humanitaria en Bosnia y República de Macedonia. Convertido en Mayor General, entre 1994 y 1996 sirvió como Director de la Oficina del Jefe de Operaciones Navales, y como Jefe de Gabinete Adjunto para Planes, Políticas y Operaciones, en el Cuartel General de los Marines, en Washington D. C.. Ascendido a Teniente General en julio de 1996, un año más tarde fue asignado como asistente militar del Secretario de Defensa William Cohen.

### Comandante del Cuerpo de Marines (1999-2003)
Alcanzó el grado de General en 1999 y fue nombrado Comandante del Cuerpo de Marines (1999-2003). En esa responsabilidad, supervisó el desarrollo de uniformes de camuflaje MARPAT, y la adopción del Programa de Artes Marciales del Cuerpo de Marines, que reemplazaría al LINE combat system.

### Comandante supremo de la OTAN (2003-2006)
En 2003, el presidente George W. Bush lo nominó para convertirse en comandante del Mando Europeo de los Estados Unidos y comandante supremo aliado en Europa de la Organización del Tratado del Atlántico Norte (OTAN). Lideró el Mando Aliado de Operaciones, que comprende las fuerzas militares de la OTAN en Europa. Y tras rechazar la oferta de suceder al General John Abizaid como comandante del Comando Central de EE. UU. (CENTCOM), pasó a la reserva en 2007.

### Misiones diplomáticas y sector privado
En mayo de 2007, Jones presidió la Comisión Independiente sobre las Fuerzas de Seguridad de Irak, una comisión creada por el Congreso para investigar las capacidades del ejército y la policía iraquí. En su informe al Congreso en septiembre de 2007, Jones señaló la existencia de serias deficiencias en el Ministerio de Interior iraquí y la Policía Nacional iraquí.
Tras la dimisión de Robert Zoellick como Secretario de Estado Adjunto, la Secretaria de Estado Condoleezza Rice ofreció a Jones el puesto de número dos del Departamento de Estado, pero este rechazó la oferta. En noviembre de 2007, Condoleezza Rice lo nombró su Enviado Especial para la Seguridad en Oriente Medio.
James Jones es presidente del Institute for 21st Century Energy, un afiliado de la Cámara de Comercio de EE. UU., y presidente de la junta de directores de Atlantic Council of the United States. Desde junio de 2007 es miembro del consejo de administración de Boeing Company, uno de los tres grandes fabricantes de armas de EE. UU., y desde mayo de 2008 forma parte de la junta directiva de Chevron Corporation, la cuarta compañía petrolera del mundo.

### Consejero de Seguridad Nacional (2009-2010)
El 1 de diciembre de 2008, el presidente electo Barack Obama nominó a James Jones para convertirse en su Consejero de Seguridad Nacional. Dejó el cargo el 8 de octubre de 2010.